# 沖縄県道114号線

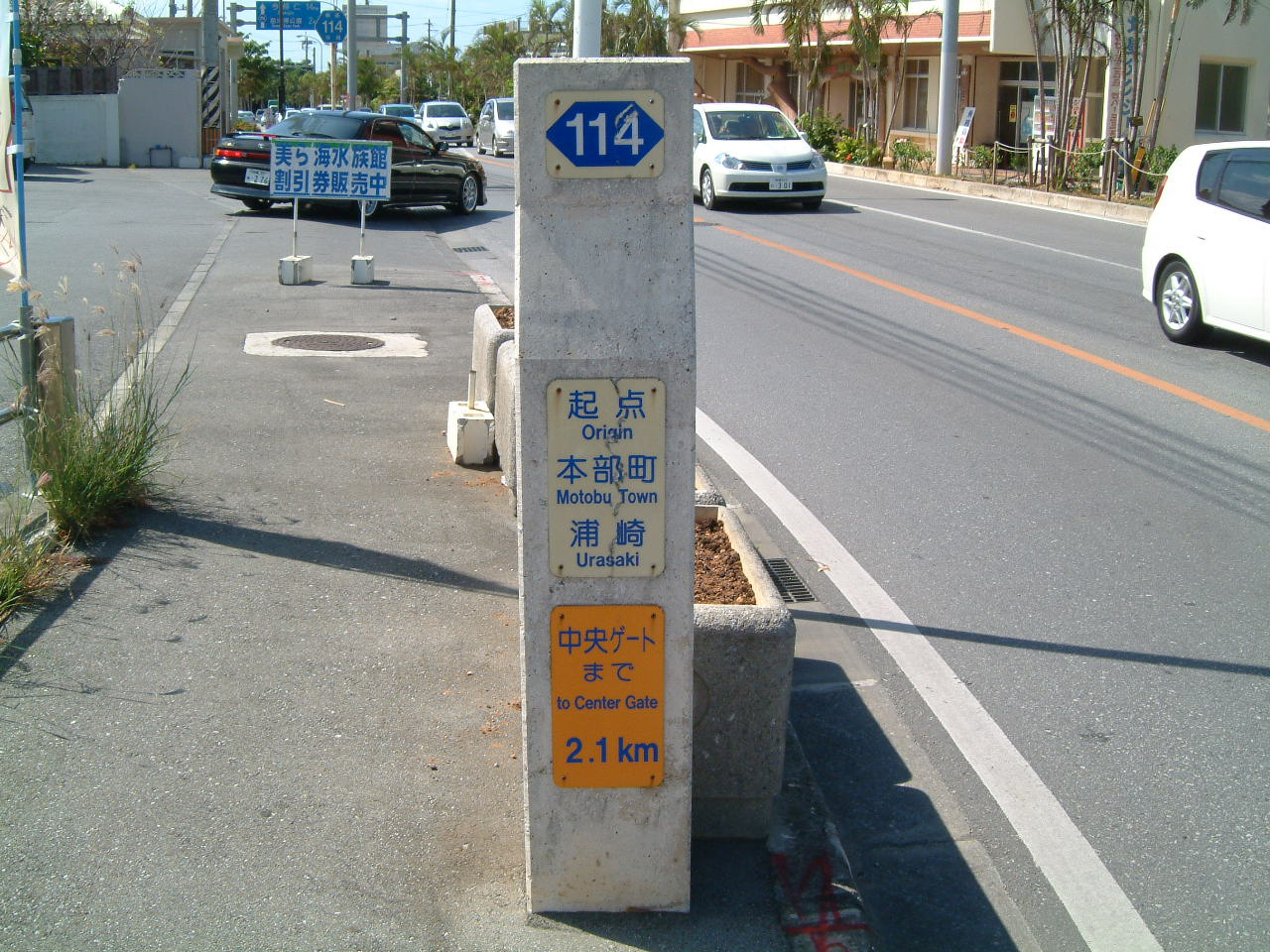
沖縄県国頭郡本部町にある起点キロポスト

沖縄県道114号線（おきなわけんどう114ごうせん）は沖縄県国頭郡本部町字浦崎と字具志堅とを結ぶ一般県道。国営沖縄記念公園（海洋博公園）に通じる重要な観光道路。

## 概要

### 区間
- 起点：国頭郡本部町字浦崎（国道449号・国道505号）
- 終点：国頭郡本部町字具志堅（国道505号）
- 総延長：6.07km（実延長も同じ）

### 通過自治体
- 国頭郡本部町

### 交差する路線
- 国道449号（起点）
- 国道505号（起点・終点）
- 本部循環線（起点・終点、国道449号と505号に重複）

### 主要施設
- 国営沖縄記念公園（海洋博公園、本部町備瀬・石川）
  - 沖縄美ら海水族館
  - 熱帯ドリームセンター
  - B&G沖縄海洋センター（本部町浜元）
- 備瀬のフクギ並木（備瀬の観光ガイド）

### 路線バス
- 65番・本部半島（渡久地廻り）線（琉球バス交通・沖縄バス共同運行）　全区間（浦崎→具志堅の順、国道505号謝花経由の便を除く）
- 66番・本部半島（今帰仁廻り）線（琉球バス交通・沖縄バス共同運行）　全区間（65番の逆で具志堅→浦崎の順、国道505号謝花経由の便を除く）
- 70番・備瀬線（琉球バス交通・沖縄バス共同運行）　全区間（名護発の下りは浦崎→当県道→具志堅→謝花→浦崎、名護行きの上りはその逆）
- 117番・高速バス（美ら海直行）（琉球バス交通・沖縄バス・那覇バス3社共同運行）　本部町浦崎 - 備瀬（ホテルオリオンモトブリゾート＆スパ）
- 888番・やんばる急行バス　全区間
- 沖縄エアポートシャトル 本部町浦崎 - 備瀬（備瀬フクギ並木入口）
- カリー観光美ら海ライナー 本部町浦崎 - 備瀬（カリーコンド美ら海）

このほかに那覇から海洋博公園に向かうリムジンバスなども当県道に乗りいれており、備瀬のホテルオリオンモトブリゾート＆スパやフクギ並木入口などとを結んでいる。
かつては那覇バスターミナルから国道58号・県道84号（当時は県道116号）を経由して海洋博公園に向かう急行バス（93番）が琉球バス（現琉球バス交通）と沖縄バスによって運行していたが1990年代前半に廃止された（現在の117番とやんばる急行バス、リムジンバスなどはいずれも沖縄自動車道・国道449号経由）。

## 歴史・特徴
- 1953年（昭和28年）に琉球政府道浦崎具志堅線として指定。1965年（昭和40年）に政府道114号線になり、1972年（昭和47年）の本土復帰と同時に県道114号線となる。
- 復帰後1975年（昭和50年）の沖縄海洋博覧会（海洋博）の開催地がこの路線沿いの備瀬一帯と決まると工事車両が多く出入りし、海洋博開催後は観光道路として大きく変貌していき、海洋博公園周辺は観光バスや一般車両などで交通量が多くなった。以前はエキスポランド（遊園地）やアクアポリスがあり、名護からの路線バスのほかに、那覇から国道58号と県道84号（当時は県道116号）を経由しての急行バスも運行されていた。それらが閉鎖後は一時少なくなったが、2002年（平成14年）に沖縄美ら海水族館が開園してからまた多くなってきた。
- 海洋博公園をすぎると、サトウキビ畑や民家などしかなく外観もガラリと変わるが道路整備はされており、また交通量の多い本部町の中心部を避け、海洋博公園から今帰仁村廻りで通る車も少なくない。